# Глушков, Игорь Геннадьевич
И́горь Генна́дьевич Глушко́в (5 февраля 1958 — 23 ноября 2008) — советский, российский учёный-археолог, доктор исторических наук, профессор.

## Биография
Родился 5 февраля 1958 года в Омске в семье технолога и инженера.
С 6 класса начал заниматься в археологическом кружке. После школы поступил на исторический факультет Омского государственного университета, который окончил в 1980 году. Затем продолжил обучение в аспирантуре Новосибирского государственного университета, которую окончил в 1985 году.
Период с 1986 по 1996 год был посвящён работе в Тобольском государственном педагогическом институте им. Д. И. Менделеева. Глушков последовательно занимал должности начальника научно-исследовательского сектора, проректора по НИР.
В 1996 году Глушков переехал в Сургут по приглашению Н. В. Коноплиной, где устроился преподавателем в Сургутский государственный педагогический институт (СурГПИ). Там основал исторический факультет и занимал должности заведующего кафедрой истории и проректора по учебной работе. С 2006 года занимал должность первого проректора.
В 1995 году Глушкову была присвоена ученая степень доктора исторических наук, в 2000 году — звание профессор. Входил в состав экспертного совета ВАК.

## Археология
В научной своей деятельности Глушков занимался главным образом проблемами древних керамических технологий и экспериментальной археологией. Он является создателем первой в Сибири специализированной лаборатории экспериментальной археологии. Кроме того, в число научных заслуг Глушкова входит обоснование особой отрасли археологического источниковедения — керамической трасологии, а также серия этноархеологических экспозиций на севере Западной Сибири. Также он одним из первых в Сибири занялся проблемами этноархеологии.

## Семья
В годы аспирантуры на раскопках в Томской область деревне Иштан познакомился со своей будущей женой Тамарой Николаевной (скончалась 05.02.2019). У них трое детей: дочь Ольга, два сына Олег (известный хореограф и режиссёр) и Евгений.